# باتسي فاغان
باتسي فاغان (بالإنجليزية: Patsy Fagan)‏ (و. 1951  م) هو لاعب سنوكر أيرلندي، ولد في دبلن.